# Angelo Coletto
Angelo Coletto (Ponte di Piave, 13 gennaio 1935 – Treviso, 17 marzo 2006) è stato un ciclista su strada italiano, professionista dal 1954 al 1961.

## Carriera
Da dilettante con i colori dell'U.C. Trevigiani vince il Piccolo Giro di Lombardia. Passa professionista nell'ottobre 1954 con la Nivea-Fuchs di Adriano Baffi e Fiorenzo Magni, e l'anno seguente ottiene i primi piazzamenti significativi nelle corse in linea del panorama italiano: quinto al Giro di Campania e alla Coppa Bernocchi, sesto alla Tre Valli Varesine, ottavo nella classifica del campionato italiano.
Nel 1956, dopo essere passato all'Atala, ottiene il suo unico successo tra i professionisti precedendo l'ex compagno di squadra Baffi al Trofeo Fenaroli, mentre del 1960 sono i suoi ultimi risultati significativi, terzo alla Milano-Vignola e quarto alla Milano-Torino, prima del ritiro nel 1961.

## Palmarès
- 1954 (Dilettanti)

Coppa Mostra del Tessile
Piccolo Giro di Lombardia
- 1956 (Atala/Lygie, una vittoria)

Trofeo Fenaroli

## Piazzamenti

### Grandi Giri
- Giro d'Italia

1955: 85º

### Classiche monumento
- Milano-Sanremo

1955: 17º
1956: 40º
1958: 82º
1960: 30º
- Parigi-Roubaix

1955: 23º
- Giro di Lombardia

1955: 11º
1956: 39º